# 토비아스 린홀름
토비아스 린홀름(덴마크어: Tobias Lindholm, 1977년 7월 5일 ~ )은 덴마크의 각본가이자 영화 감독이다.

## 출연 작품
- 어나더 라운드 (2020)
- 사랑의 시대 (2016)
- 어 워: 라스트 미션 (2015)
- 1940: 최강의 독일 전차부대 (2015)
- 베니스 70 : 미래 재장전 (2013)
- 하이재킹 (2012)
- 더 헌트 (2012)
- 생존 게임 (2010)
- 서브마리노 (2010)